# Alex De Taeye
Alex De Taeye est un compositeur belge né à Bruxelles le 23 octobre 1898 et mort le 17 février 1952.
Dès 1908, il entre au Conservatoire royal de Bruxelles dirigé alors par Edgar Tinel.
En 1931 il est nommé directeur du Conservatoire de Mons, établissement qui accédera sous son impulsion au niveau de Conservatoire royal, au même titre que ceux de Bruxelles, Anvers, Liège et Gand.
Lors de son dernier concert, le 16 février 1952, il conduit l'Orchestre national de Belgique, et accompagne Giulia Bardi dans la grande salle du nouveau théâtre de Mons.

## Biographie

### L’étudiant prometteur
Alex De Taeye est né à Bruxelles, le 23 octobre 1898; admis au Conservatoire royal de Musique de Bruxelles où il reçut une solide formation et côtoya de nombreuses personnalités musicales.
Il suivit les cours de solfège et de piano et d’harmonie pratique puis fréquenta les classes d’orgue , d’harmonie écrite, de contrepoint et de fugue.
Alex De Taeye travaille également à la composition avec Paul Gilson, éminent pédagogue et formateur de tant de talents de l’époque.
Très tôt remarqué pour ses aptitudes musicales, il ne tarde pas à remporter de nombreux prix de composition :
- Bruxelles: le prix Agniez et celui du Cercle Tinel, consacré à la musique religieuse.
- Anvers: le prix de la Société Royale d'Harmonie.
- Paris: le prix Salabert et la médaille d'or du Salon des musiciens français
- Tours: le prix d'honneur des concours fédéraux de la Touraine.
- Londres, le prix Hawkes.
- Luxembourg: le prix UGDA (Union du Grand - Duc Adolphe)

### Le pédagogue
Dès 1929, Alex De Taeye enseigne la lecture musicale et la transposition au Conservatoire de Musique de Bruxelles. Plus tard, il y enseignera aussi l’harmonie pratique. 
À l’âge de 29 ans, il devient directeur du Conservatoire de Mons et tout au long de sa direction, Alex De Taeye accordera une grande importance aux orientations pédagogiques qu’il expose lui-même dans un document résolument moderne pour son époque. 
Selon lui le Conservatoire doit travailler deux directions complémentaires : renforcer la technique musicale des élèves et parfaire leur éducation générale. On y retrouve déjà le principe des « Humanités musicales » qui ont été créées plus tard dans les conservatoires royaux du pays. Il est également à la qualité du corps professoral.  Il dira " il faut des diplômes universitaires à ceux de nos professeurs dont les cours touchent aux arts en général et à l’esthétique en soi."

### Le directeur du conservatoire de Mons
Dès 1929, Alex De Taeye enseigne la lecture musicale et la transposition au Conservatoire royal de musique de Bruxelles. Il est à cette époque – et depuis 1931 – directeur du Conservatoire de Mons. Il mène donc cette double fonction pédagogique qui lui permet de maintenir un contact direct avec les jeunes musiciens en formation.
Plus tard, en 1940, il devient titulaire du cours d’harmonie pratique dans le même établissement et le reste jusqu’en 1950.

### Le compositeur
Alex De Taeye est un compositeur précoce et fécond qui nous a laissé un catalogue multiple – plus de 150 œuvres répertoriées – pour grand orchestre symphonique, harmonie et fanfare, musique de chambre, musique instrumentale et vocale, chœurs, musique de scène et de ballet, musique religieuse et un drame lyrique Yannick.
Devenu directeur des Editions Cranz – Bruxelles, Alex De Taeye reçoit et publie bon nombre de ses confrères. Il est également sociétaire de la Sacem.
L’éclectisme de son écriture a intéressé, très vite, les grandes maisons d’édition françaises et belges de l’époque.
Dès 1923, Alex De Taeye publie ses premières œuvres pour orchestre : Les esquisses symphoniques et un diptyque Paysages wallons – Paysages flamands, suivies, en 1924, d’un triptyque dramatique, Les Croix de bois, inspiré par le célèbre récit de guerre de Roland Dorgelès.
Il y dépeint la guerre des tranchées, 1914 – 1918, en une grande fresque dramatique qui lui vaut le prix Emile Agniez, remis par sa Majesté le Roi Albert 1er en 1927. L’œuvre a été transcrite pour grand orchestre d’harmonie.
Son drame lyrique Yannick, en deux tableaux, fut créé sur les scènes de l’Opéra royal de Gand et de l’Opéra royal de Liège en 1934. Yannick est un drame lyrique sur un livret-poème de Fernand Beissier, drame d’atmosphère angoissante, de climat rude et de lyrisme rendu par une riche orchestration.
Le langage harmonique de Alex De Taeye prend toute sa plénitude dans sa Fantaisie rhapsodie (1937) et ses Deux mouvements symphoniques (1941).

### Le chef d'orchestre
Lors de son dernier concert, le 16 février 1952, il conduit l’Orchestre National et accompagne Giulia Bardi, du Metropolitan Opera de New York ; il dirige le Tannhäuser (De Taeye avait une admiration sans borne pour Wagner). La grande salle de Mons est archicomble et le succès retentissant.
Il est un homme heureux. Il a atteint ses objectifs.
Et pourtant, curieuse prémonition, il dit à sa fille, le soir même du concert : « je vais te dicter les premières notes de ma marche funèbre …. je sens qu’il va falloir y penser. »
Le lendemain matin, il est à nouveau à Frameries pour sa répétition dominicale avec sa chère Harmonie et pour un ultime rendez-vous. Il est presque revenu y mourir. Il s’éteint le soir même. Nous sommes le 17 février 1952, il a cinquante-trois ans.

## Ses œuvres

### Orchestre
- A la cour de Diane, reine des bois : Orchestre de chambre – 00:15:15
- Air de ballet : Orchestre – 1931 00:02:15
- Andalouse : Orchestre – 1929 00:02:15
- Aspiration : Orchestre – 1930 00:04:00
- Ce soir poignant d’avril : Orchestre – 1930 00:00:00
- Chanson italienne : Orchestre – 1931 00:03:10
- Circenses : Orchestre – 1929 00:03:20
- Cortège des Bacchantes : Orchestre – 1929 00:05:00
- De profundis clamavi : Soli, chœur mixte à 4 voix, orgue et petit orchestre ad lib. – 00:04:30
- Épilogue : Orchestre – 1929 00:03:30
- Esquisses symphoniques : Orchestre – 1923 00:13:00
- Fantaisie rhapsodique : Orchestre – 1938 00:13:00
- Fatalité : Orchestre – 1929 00:03:50
- Graziella : Orchestre 00:03:30
- Inapaisement : Orchestre 00:03:00
- La loi d’amour : Orchestre – 1927 00:02:15
- Le rossignol : Soprano et orchestre – 1927 – 00:50:00
- Les croix de bois : Orchestre  00:00:00 - D’après le roman de Roland Dorgelès
- Lettre à papa : Chœur d’enfants et orchestre – 1940 – 00:05:00
- Mon cœur s’apaise : Soprano et orchestre – 00:05:00
- Mouvements symphoniques : Orchestre – 1938 00:22:00
- Par un clair matin : Orchestre – 1929 00:04:30
- Yannick : Opéra – 1935 – 01:05:00
- Yannick : Prélude – Interlude : Opéra – 1935 00:10:00

### Harmonie ou fanfare
- Cortège festival : Harmonie ou fanfare pure – 00:08:00
- Fanfare d’inauguration : Fanfare – 00:04:30
- Fanfare funèbre : Fanfare – 00:04:30
- Le chant des Belges : Choeur d’Hommes et orchestre d’harmonie – 00:00:00
- Ode à Terpsichore : scène de ballet : Arrangement pour harmonie
- Paysages wallons :  Op. 11, 1925 – harmonie militaire

### Carillon
- L’âme des clochers : Carillon et orchestre – 00:12:00

### Chœur
- A Sainte Cécile : Chœur mixte et piano – 00:05:00
- De profundis clamavi : Soli, choeur mixte à 4 voix, orgue et petit orchestre ad lib. – 00:04:30
- Fleur d’épine : Soli, choeur mixte et 2 pianos – 00:35:00
- L’âme des clochers : Chœur à 4 voix mixtes et piano – 1940 – 00:12:00
- Lettre à papa : Chœur d’enfants et piano – 1940 – 00:05:00
- Reflets : Choeur de Femmes a cappella – 00:04:00
- Sancta Maria : Soli, choeur mixte à 4 voix et orgue – 00:05:30
- Un prisonnier : Chœur à deux voix d’hommes avec accompagnement de piano –  1941
- Yannick : Choeur mixte et piano – 1935 – 01:05:00

### Musique de chambre
- Aubade à l’aimée : Violon, violoncelle et piano – 00:02:45
- Badinage : Violon, violoncelle et piano – 00:02:20
- Douleur : Violon, violoncelle et piano – 00:03:30
- Mélodie : Violon, violoncelle et piano – 1926 – 00:03:00
- Sourire d’avril : Violon, violoncelle et piano – 00:03:00
- Trio en ut : Violon, violoncelle et piano – 00:23:00

### Cordes
- Canzonetta : Violon et piano – 00:03:00
- Chanson d’Arlette : Violon et piano – 00:03:00
- Humoresque : Violon et piano – 00:03:00
- Méditation : Violon et orgue
- Romance : Violon et piano – 00:08:00
- Romance n°2 : Violon et piano – 00:07:00
- Intermezzo – caprice : Violoncelle et piano – 00:03:00
- Viole et tambourin : Violoncelle et piano – 00:03:00
- Chant d’Orient : Violoncelle (ou cor anglais) et piano – 1944 – 00:03:00
- Rouse de pierrot : Sérénade pour cello solo
- Chant d’amour : Instrument de cuivre, bois ou cordes et piano – 00:03:00

### Instruments à vents
- Chant élégiaque : Clarinette solo en si bémol et piano – 00:05:00
- Chant d’amour : Instrument de cuivre, bois ou cordes et piano – 00:03:00
- Chant d’Orient : Cor anglais et piano –1944 – 00:03:00
- Pièce concertante : Trompette chromatique en Sib ou en Ut bugle ou piston
- Scène Agreste : Flûte et piano – 00:07:00

### Voix
- A l’enfant qui ne veut dormir… : Mélodie pour voix moyennes ou graves – 1944
- A mi-voix : Voix moyenne et piano – 1927 – 00:01:45
- A mon fils : Voix moyenne et piano 00:03:00
- Bénis ceux qui chantent : Voix moyenne et piano – 00:00:00
- Ce soir poignant d’avril : Voix basse et piano – 00:00:00
- Chansons naïves : Voix moyenne et piano- 00:03:00
- Dix vocalises modernes : Voix élevée et piano – 00:00:00
- En mai : Mélodie pour voix moyennes – 1942
- Été : Voix moyenne et piano – 00:03:00
- Inapaisement : Voix moyenne et piano – 00:03:00
- La cloche du soir : Voix moyenne et piano- 00:03:00
- La loi d’amour : Voix élevée et piano – 1926 –00:03:00
- La loi d’amour : Chant et piano – 1927 – 00:02:15
- Le rossignol : Soprano et orchestre – 1927 – 00:50:00
- Mariannie : Voix élevée et piano  – 00:00:00
- Mais moi je suis t’un garçon : Chanson enfantine à une ou deux voix (ad libitum)
- Mon coeur s’apaise : Soprano et orchestre – 00:05:00
- Nocturne : Voix élevée et piano  – 00:00:00
- Paysage : Voix moyenne et piano – 00:00:00
- Pourquoi ? : Voix moyenne et piano – 00:00:00
- Quiétude : Voix moyenne et piano – 00:00:00
- Sagesse : Mélodie pour voix moyennes
- Soir sur l’Etna : Voix élevée et piano – 00:03:00
- Soir sur les Landes : Voix moyenne et piano- 00:03:00
- Trois chansons enfantines : Une ou deux voix ad libitum et piano – 00:00:00
- Vaine attente : Voix moyenne et piano – 00:03:00
- Yannick : Opéra – 1935 – 01:05:00
- Yannick : Prélude – Interlude : Opéra – 1935 00:10:00

### Piano
- Caprice romantique : Piano – 1927 – 00:06:00
- Près d’un Berceau : Piano – 1950 – 00:03:10
- Scherzo : Piano – 00:05:30
- Scherzo con brio : Piano – 1927 – 00:05:30
- Solitude : Piano – 1950 – 00:03:15
- Sonate : Piano – 00:24:00
- Sonatille : Piano – 1950 –  00:03:30
- Sonatine op. 182 : Piano –  00:10:00
- Trois pièces : Piano à 4 mains –  1942 – 00:13:15